# Теракт у Токійському метро
35°41′22″ пн. ш. 139°41′31″ сх. д. / 35.6894° пн. ш. 139.692° сх. д.
Заринова атака в токійському метро — терористичний акт із застосуванням отруйної речовини зарину, що стався 20 березня 1995 року на станціях токійського метро Касумігасекі і Нагатате. За різними даними, загинуло від 10 до 12 осіб, понад 5000 отримали отруєння різного ступеня тяжкості. Теракт організувала неорелігійна деструктивна секта «Аум Сінрікьо».
Лідер угруповання Сьоко Асахара був заарештований у травні того ж року, страчений 2018 року через повішення.

## Історія

### Передісторія
Секта «Аум Сінрікьо» починалась як гурток з вивчення йоги не пов'язаний з релігією. В 1984 році Тідзуо Мацумото створює Aum Inc. Але вже навесні 1985 року він починає заявляти про себе як про священного воїна, який має врятувати світ. В 1986 році він перетворює групу на Aum Shinsen no Kai (гірські маги Аум) та у вересні створює першу групу монахів. В липні рух отримує назву «Аум Сінрікьо» а його лідер міняє ім'я на Сьоко Асахара.
В 1988 році відбувається чергова трансформація ідеології руху. Якщо раніше 30 тисяч монахів мали врятувати світ, то тепер вони мали врятувати від неминучого кінця світу лише «обраних».
В квітні 1989 року рух отримує офіційну реєстрацію як релігійна організація, а у її ватажка відбувається чергова зміна поглядів: тепер замість чисто релігійної вона мала стати парамілітарною та захопити владу в Японії силою.
Та в лютому 1990 року Асахара з послідовниками вирішують здобути владу в країні шляхом участі у виборах. Попри докладені зусилля та фінансові витрати на агітацію секта зазнала нищівної поразки на парламентських виборах 18 лютого 1990 року: всі кандидати набрали лише 1783 голосів при значно більшій кількості самих тільки членів секти.
Провал на виборах, усвідомлення несприйняття її вчень широким загалом, відплив послідовників (один навіть втік, прихопивши 1,5 млн доларів з фонду партії), спричинив глибоку кризу в секті та став чинником радикалізації поглядів її лідера. Якщо раніше секта проповідувала виживання після «кінця світу», то тепер вона стала працювати над наближенням цього самого кінця. Сьоко Асакара змішав біблійні уявлення про Армагеддон, пророцтва Нострадамуса, уявлення буддистів про кінець світу та проповідував своїм послідовникам, що сектанти стануть головною расою після неминучого «кінця світу» й побудують «царство Аум» на Землі.
11 березня 1990 у промові Асахара пояснив провал секти на виборах міжнародною змовою. Він передрік, що незабаром стануться страшні катаклізми, ядерні вибухи, атаки із застосуванням біологічної зброї. Також у промові було закріплене зневажливе ставлення сектантів до «звичайних» людей, у котрих не настало «прозріння» й тому їхні життя не варті порятунку.

### Створення зброї масового ураження
В березні 1990 року, всього через кілька тижнів після провалу на виборах, група сектантів з Ендо на чолі вирушають в пошуках потрібних їм штамів Clostridium botulinum. В квітні 1990 року сектанти виготовили значну кількість, як вони вважали, отруйної рідини з ботулотоксином. Тоді ж вони роблять першу спробу великого теракту: в центр Токіо відправляються три вантажівки, що розпилюють отруйну речовину, потім вони рухаються до американських військових баз в Йокогама та Йокосука, а звідти — до аеропорту Наріта.
Та, як виявилось, рідина не містила отрути, ніхто не гине, інших жертв також нема. Теракт залишається непоміченим.
До 1992 року у наближеному колі Асахари відбуваються зміни, дружина та коханки відходять на другий план, а його найближчим оточенням стала група чоловіків з Гідео Мураї на чолі. Не в останню чергу під впливом творів наукової фантастики верхівка секти марила дивозброєю, завдяки якій вона мала би і наблизити кінець світу, і здобути перемогу над «силами зла» під час нього.
Науковці зі складу секти вивчали архіви Ніколи Тесли в пошуках інформації про сейсмічну зброю, намагались створити надпотужний лазер, рейкотрон, мікрохвильову зброю, в Австралії була придбана ферма на території якої були знайдені поклади уранової руди (сектанти розмірковували збагатити уран й побудувати ядерну бомбу). Були і реалістичніші проєкти: виготовити тисячі автоматів Калашнікова та мільйон набоїв для них. Також сектанти намагалась створити біологічну зброю та водночас працювали над хімічною зброєю.
Біологічну зброю створити через брак знань і вмінь так і не вдалось, створення мікрохвильової зброї завершилось створенням велетенської мікрохвильової печі для кремації тіл вбитих і загиблих сектантів, а ось з хімічною зброєю секта досягла значного успіху.
Влітку 1993 року, після повернення з Росії, Гідео Мураї наказав Масама Цухія дослідити аналітичні методи виявлення хімічної зброї на випадок її застосування проти секти. Аналіз літератури призвів Цухія до висновку, що зарин може бути найімовірнішою активною речовиною для такої атаки. Мураї наказав йому виготовити невелику кількість для подальших досліджень.
Вже восени 1993 року в лабораторії вдалось синтезувати перші 20 г зарину, до середини листопада сектанти вже мали 600 г цієї речовини, а до грудня 1993 року ними було синтезовано майже 3 кг речовини з концентрацією близько 90 %.
Надалі, під керівництвом Масама Цухія, сектантам вдалось синтезувати невелику кількість VX, також їм була доступна можливість виробляти у невеликих кількостях табун, зоман, іприт, синильну кислоту та фосген.
Сектантам також вдалось синтезувати широку номенклатуру речовин психохімічної дії. Виробництво деяких речовин, зокрема, ЛСД, мескаліну, фенциклідину, пентаталу було налагоджене у промислових обсягах. Певний час верхівка секти розглядала можливість застосування LSD як хімічної зброї, але з рештою його використання звелося як галюциногену під час ритуалів, приманки для вербування нових членів, та як джерело готівки завдяки продажу на чорному ринку.
Всього від 1990 і до 1995 років відомо про 17 скоєних сектантами атак із використанням біологічної або хімічної зброї. Серед них були як вбивства, так і теракти з метою спричинити масові жертви. 10 атак були скоєні із використанням хімічної зброї (4 — зарин, 4 — VX, одна з фосгеном та ще одна з синильною кислотою). На додачу, до 20 сектантів/втікачів із секти були вбиті із використанням VX. Не доведена участь секти, попри вагомі причини вважати причетність, у ще 19 атаках із використанням хімічної та біологічної зброї (6 із цих атак, імовірно, змавповані не членами секти).

### Замах на Дайсаку Ікеда
18 листопада 1993 року сектанти скоїли першу спробу замаху на вбивство Дайсаку Ікеда — лідера секти «Сока Ґакаї», що була конкурентом «Аум Сінрікьо», а 20 грудня того ж року — другу. Обидві спроби виявились невдалими.
Під час першої спроби ними був застосований не лише зарин, а й вироблена сектантами під керівництвом Сейчі Ендо біологічна зброя — ботулотоксин та власне самі бактерії Clostridium botulinum.
Для другої спроби, яка відбулась через 30 днів після першої, був зроблений спеціальний фургон, де в розжареному газовою горілкою металевому ящику мав нагріватись та випаровуватись зарин, випари потрапляли в димар й вентилятором виштовхувались назовні.
В процесі роботи в фургоні сталась пожежа, один з сектантів, Томомітсу Ніімі, отруївся зарином. Його вдалось врятувати завдяки вчасно наданій медичні допомозі — ін'єкціям атропіну та піридостигміну.
Попри те, що замах зазнав повної невдачі, цей інцидент переконав верхівку секти в ефективності отриманого зарину.

### Спроби промислового виробництва зарину

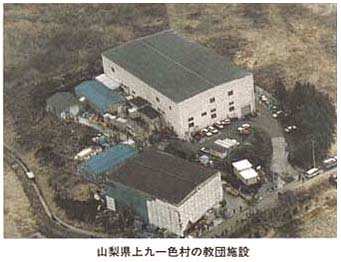
Комплекс Сатьян-7 в селі Камікюшікі (приєднано до містечка Фудзі-Каваґутіко в 2006 році)
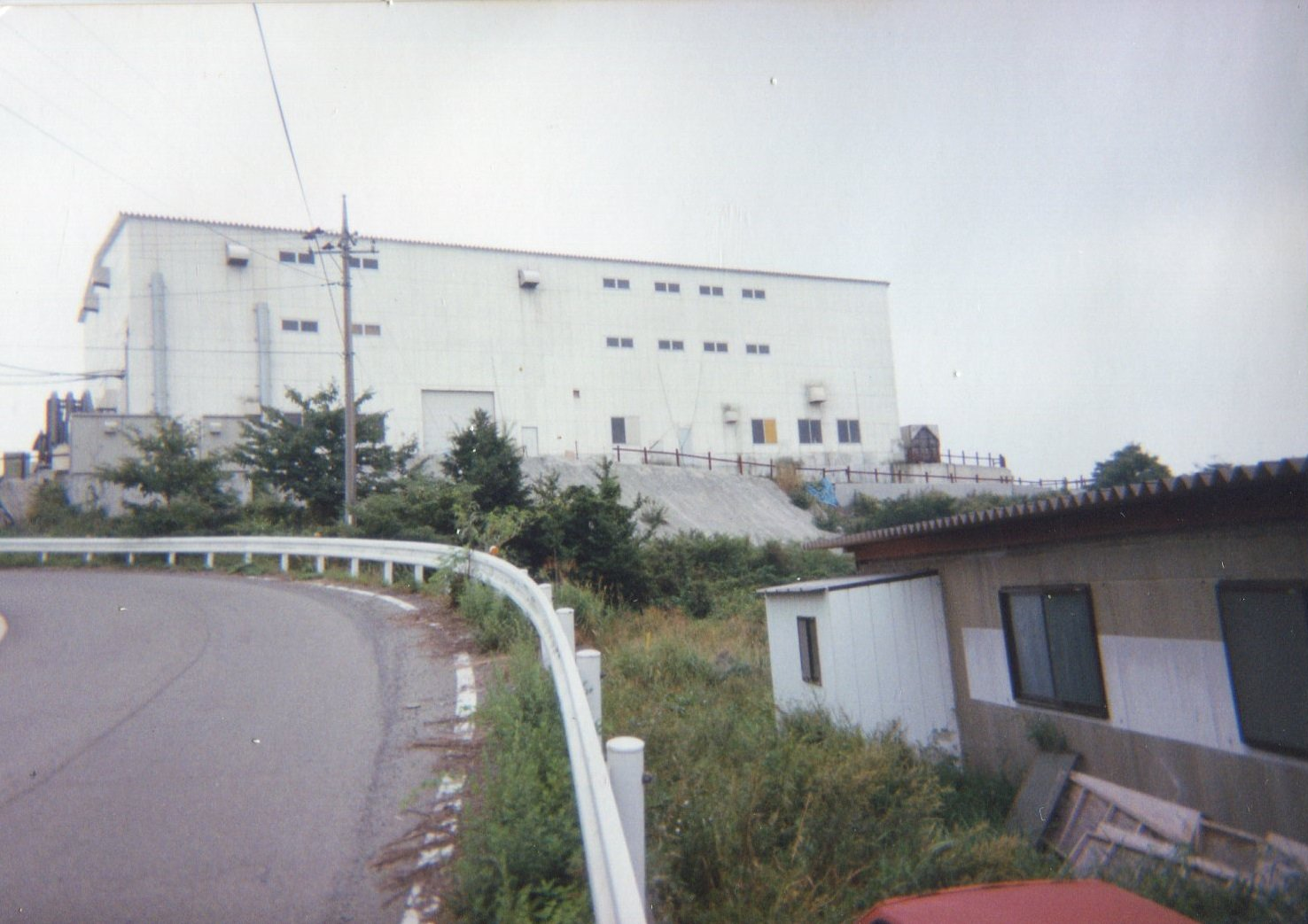
Комплекс Сатьян-7, вид з землі
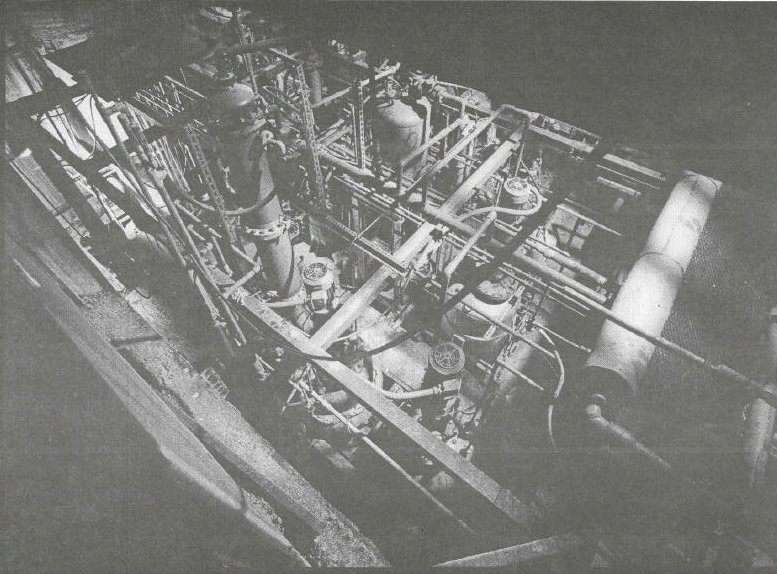
Обладнання для фабричного виробництва зарину в комплексі Сатьян-7

Повільні темпи лабораторного виробництва зарину спонукали лідера секти видати наказ створити нову фабрику, яка отримала назву Сатьян-7 (Satyan-7, в селі Камікюшікі, повіт Нісі-Яцусіро, приєднано до містечка Фудзі-Каваґутіко в 2006 році; назва «сатьян» походить від слова «істина» мовою санскрит). «Міністр науки й технологій» в секті, Гідео Мураї, наказав керівникові програми хімічної зброї Масамі Цухія створити 70 т зарину.
На слуханнях в суді спершу один з керівників секти Ікуо Хаясі а потім й керівник розвідки Йосіхіро Інує заявили, що технічна документація фабричного виробництва зарину була придбана в 1993 році в тогочасного президента «Російсько-японського університету» а згодом — секретаря Ради ради безпеки РФ та першого віце-прем'єра Росії Олега Лобова за майже 10 млн єн (близько 80 тисяч доларів США на той час).
Японська прокуратура не змогла довести участь російських чиновників у створенні сектою хімічної зброї. У ФСБ відкинули такі закиди на адресу російського чиновника, а виконувач обов'язків «Російсько-японського університету» Олександр Муравйов заявив, що рецептуру виробництва зарину можна прочитати в «будь-якій бібліотеці» та придбати сировину для його виробництва у «будь-якому магазині типу „Хімреактив“».
Імовірно, певна інформація, добута від російських джерел та фахівців могла допомогти сектантам при створенні фабрики для промислового виробництва зарину, однак процес виробництва відрізнявся від радянського й був оснований на процесі, розробленому нацистами.
1 січня 1995 року одна з найбільших газет Японії, «Йоміурі Сімбун» на першій шпальті розмістила новину, що «в ґрунті з селища Камікюшікі знайдено фосфорорганічні сполуку, яка могла бути продуктом гідролізу зарину. Поліція підозрює, що через 12 днів після теракту в Мацумото тут виготовляли зарин.»
Ця новина спричинила справжню паніку серед верхівки секти. Асахара наказав терміново «замести сліди»: якнайбільше зберегти обладнання фабрики, але приміщення перетворити на звичайне релігійне. Частину реактивів й обладнання приховали на інших об'єктах секти, частину (зокрема, понад 10 т прекурсорів зарину) — вилили в колодязі, частину — знищили. Однак, Накаґава спромігся приховати невелику кількість прекурсорів зарину поблизу Сатьян-6. Згодом, ця схованка була використана для виробництва зарину для теракту в метро.
Попри наявність значних матеріальних ресурсів, інформації, залучення фахових інженерів, процес промислового виробництва зарину в бажаних лідером секти обсягах налагодити так і не вдалося. Так само в них не було відпрацьованого механізму розпилення отрути.

### Теракт у Мацумото
27 червня 1994 року був скоєний терористичний акт у місті Мацумото (префектура Наґано) із використанням виготовленого зарину. Членам секти було поставлено завдання вбити трьох суддів, які збирались винести вирок не на користь секти стосовно придбаної земельної ділянки. Протягом близько 20 хвилин було розпилено до 20 кг зарину. Внаслідок теракту жоден суддя не помер, однак через отруєння не могли далі працювати й слухання по справі були відкладені на невизначений термін. Загинуло семеро мешканців, всього постраждало та звернулось по допомогу понад 250 осіб.
Поліція не була готова до розслідування подібного роду терактів. Про використання зарину стало відомо лише після результатів лабораторних аналізів. Підозра пала на місцевого мешканця Йошіюкі Коно, в якого поліція знайшла фотореактиви та висунула версію, згідно якої це начебто він виготовив зарин із сільськогосподарських пестицидів. Попри відсутність доказів та відмову визнавати себе винним, він залишався підозрюваним аж до теракту в метрополітені.

## Перший теракт у метро

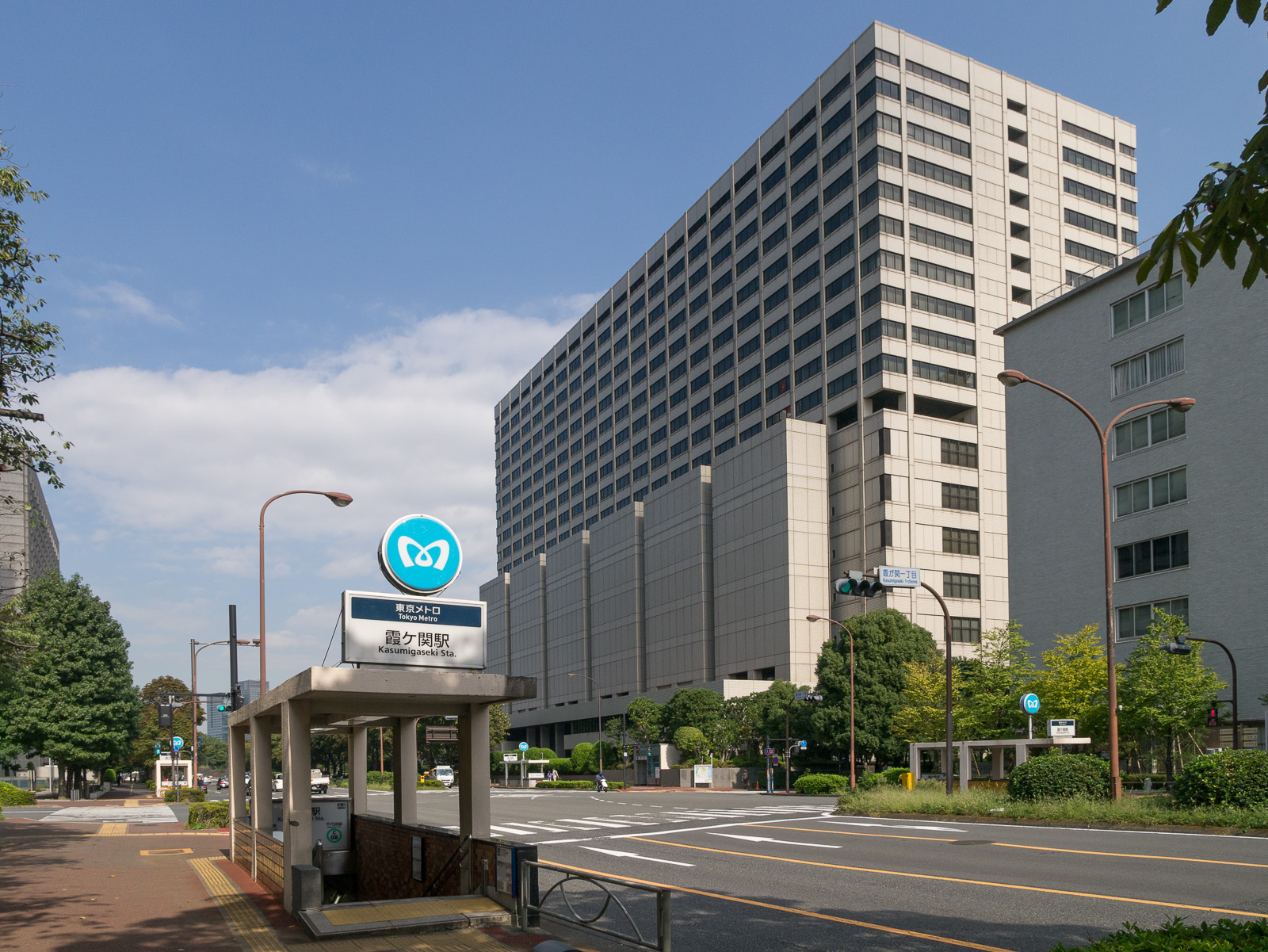
Один з входів на станцію Касумігасекі

5 березня 1995 року 19 пасажирів метро у Йокогама відчули гострий неприємний запах, у них почалися головні болі та болі в горлі. 11 постраждалих звернулись по медичну допомогу. Довести причетність секти до інциденту не вдалось.
Та 15 березня 1995 року біля турнікетів на станції Токійського метро Касумігасекі сектанти поставили три валізи, в яких знаходились резервуари з отруйною речовиною та механізми типу ультразвукових зволожувачів повітря з вентиляторами для розпилення аерозолю цієї рідини.
За задумом організаторів (Гідео Мураї, Катсумі Ватанабе, Йосіхіро Інує) рідина мала містити ботулотоксин. З невідомих причин (за однією версією, якийсь сектант через докори сумління замінив отруйну рідину на чисту воду) жодних наслідків цей теракт не мав.

## Зариновий теракт у метро

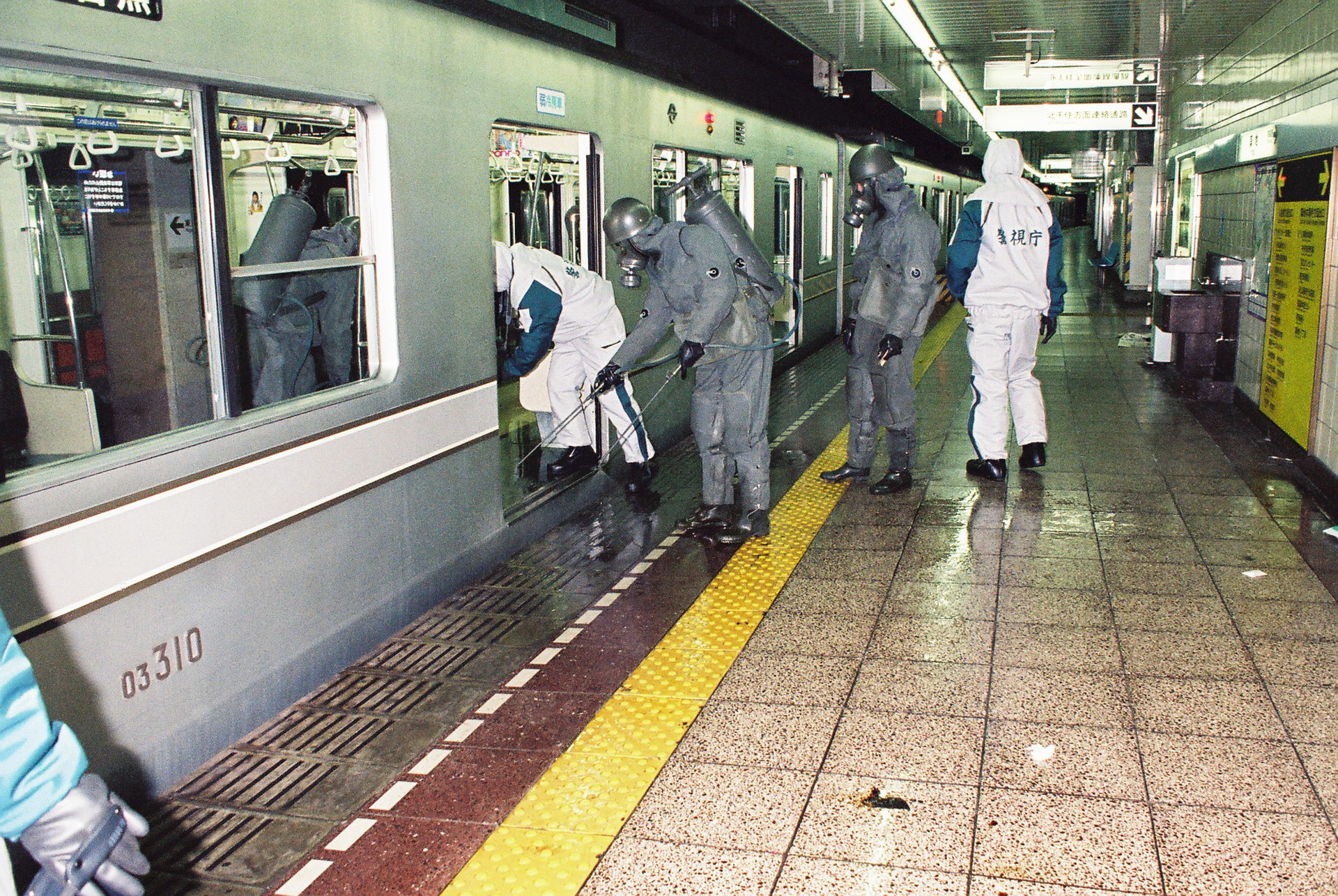
Поліцейські та солдати прибувають до метро, забрудненого зарином.

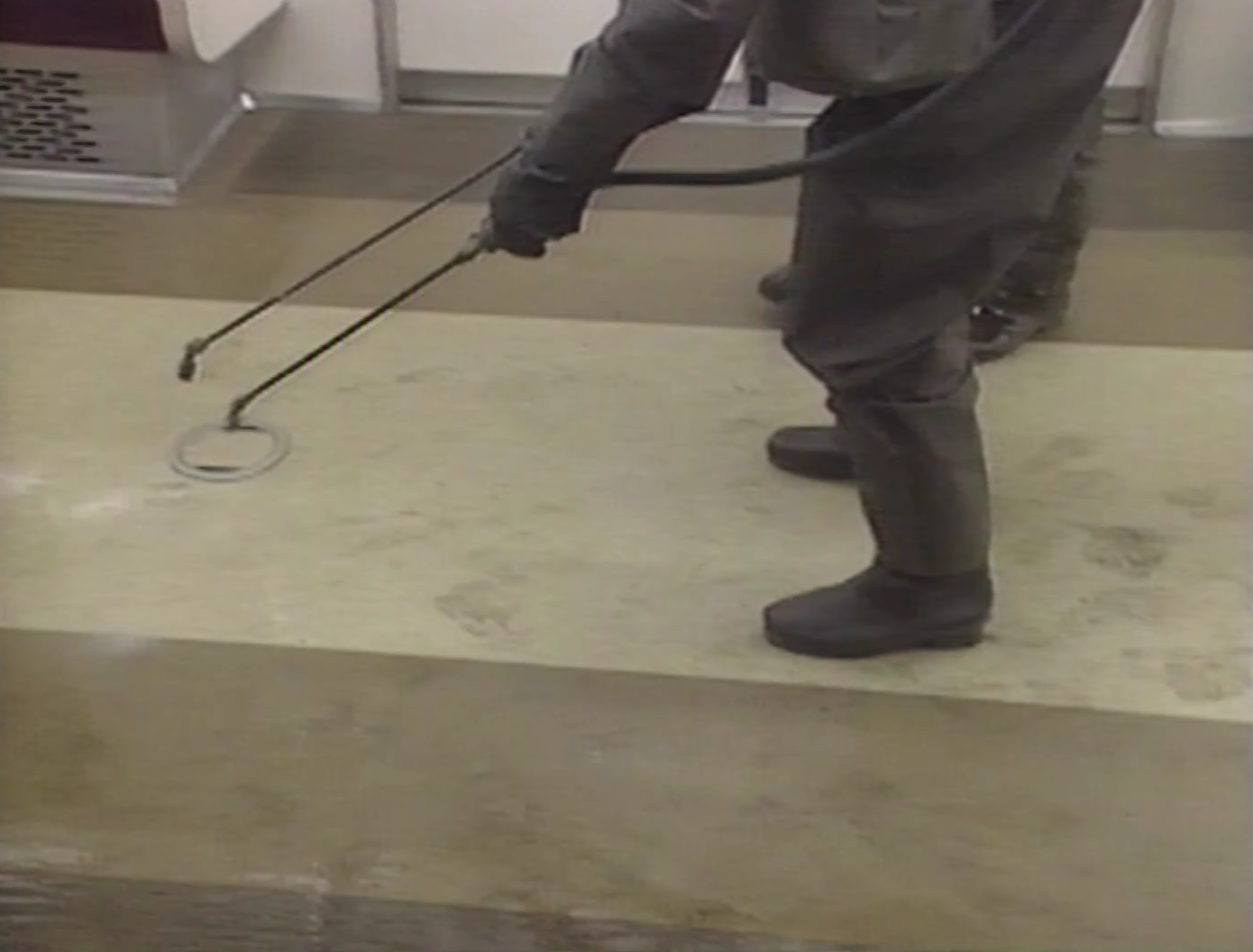
Дегазація бійцями підрозділу хімічного захисту Сил самооборони Японії вагону метрополітену, в якому стався витік зарину

16 березня 1995 року двом членам секти — сержантам Сил самооборони Японії стало відомо про запит поліції на 300 індивідуальних захисних костюмів разом з протигазами. Керівництво секти зрозуміло, що невдовзі будуть облави. На найближчій нараді, яка відбулась в п'ятницю 18 березня, було вирішено влаштувати теракт в Токійському метрополітені в найближчий понеділок, 20 травня 1995 року. Через такі стислі терміни та поспіх, підготувати теракт як слід не вдалось: терміново виготовлений зарин був сильно забруднений, пристрої для його розпилення були зібрані похапцем.
Терористам було відомо, що об 8:30 заступає на чергування нова зміна в установах Національної поліції. Тому станції, потяги, та час для теракту були обрані в такий спосіб, аби завдати якнайбільшої шкоди міській та національній поліції, спровокувати паніку та паралізувати діяльність японського уряду. Цей параліч мав зірвати плани поліції провести обшуки в установах сектантів, стати каталізатором «апокаліпсису», втіленням у життя пророцтв ватажка секти та прокласти шлях до приходу сектантів до влади.
Цухія отримав наказ виготовити зарин 18 березня. Для пришвидшення роботи йому був переданий схований раніше Накаґавою прекурсор зарину — метилфосфонілдифторид. Але через брак потрібної органічної основи для нейтралізації кислоти, що утворюється в процесі синтезу, ним був використаний діетаноламін (DEA). Через цю імпровізацію отримані ним 6-7 літрів бурої речовини (чистий зарин безбарвний) містили лише близько 35 % зарину.
Члени секти у п'ятьох місцях на трьох гілках Токійського метрополітену в ранкову годину «пік» випустили нечисту форму зарину. Загинуло 12 осіб постраждало до шести тисяч. Легкі ступені отруєння вторинними випарами отримали близько 10 відсотків рятувальників та лікарів швидкої допомоги та в лікарнях.

## Подальші події

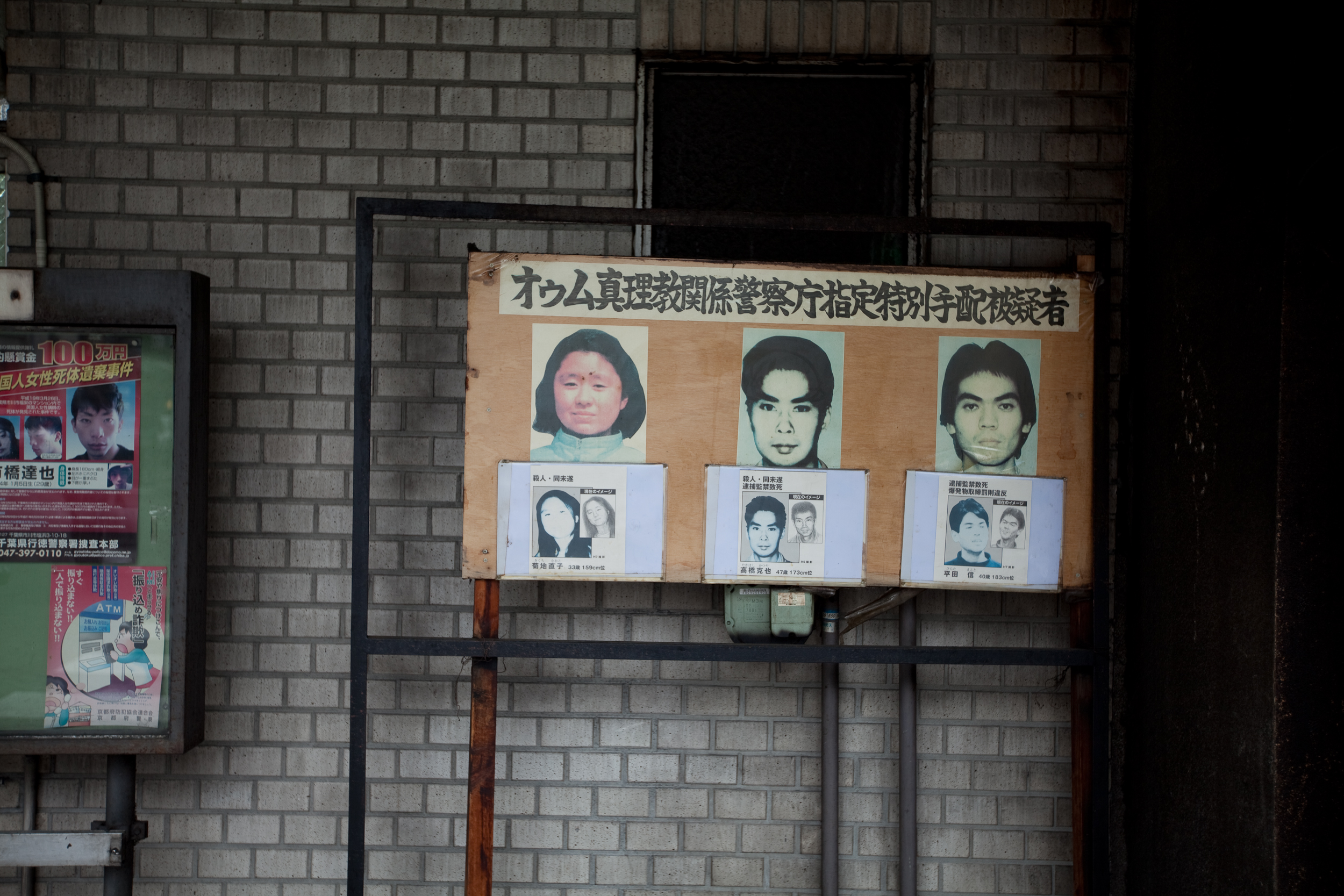
Оголошення про розшук членів секти причетних до теракту в метрополітені та інших терористичних атаках

Від 23 березня 1995 року до 4 вересня 1995 року поліція провела понад 500 обшуків у майже 300 місцях, було конфісковано понад 66 тисяч одиниць речових доказів, взято під арешт 398 членів секти у 240 кримінальних провадженнях. Зокрема, вдалось заарештувати майже все керівництво секти. Та попри рішучі дії правоохоронних органів припинити діяльність секти одразу не вдалось. Понад те, затримання, арешти відбувались у інших, не пов'язаних з терактом в метро справах. Лише на 56-й день після теракту, вранці 16 травня 1995 в комплексі Сатьян-6 був затриманий сам Сьоко Асахара, і саме через організацію теракту.
30 березня 1995 року, через 10 днів після теракту в метро, був скоєний замах із використанням револьвера на керівника національної поліції Японії Такажі Кунімацу.
5 травня 1995 року члени секти спробували влаштувати іще один теракт із використанням хімічної зброї в метрополітені: у вбиральні станції Шінджюку члени секти встановили імпровізований хімічний боєприпас. Він складався з двох пакетів, в одному містився ціанід калію, в іншому — розбавлена сірчана кислота. Пакети були підпалені, й у випадку порушення оболонки та змішування реагентів мала утворитись синильна кислота. Та пристрій вдалось вчасно виявити і знешкодити. Як показало слідство, в протилежному випадку отруйний газ був би засмоктаний у вентиляційну систему та відправлений прямо на платформи. Реактивів вистачило би на майже 20 тисяч летальних доз.
16 травня 1995 року в схованці у комплексі Сатьян-6 був знайдений та заарештований лідер секти — Сьоко Асахара. Надвечір того ж дня губернатор Токійської метрополії отримав поштою конверт, що вибухнув у руках його секретаря з втратою пальців лівої руки.
4 липня 1995 року сталась повторна спроба здійснити теракт на чотирьох станціях метрополітену та приміської електрички. Як і 5 травня, принцип роботи пристроїв полягав у змішуванні двох реагентів з отриманням синильної кислоти. Жоден із пристроїв не спрацював, їх вдалось вчасно виявити та безпечно знешкодити.
6 липня 2018 року Сьоко Асахара та шість його поплічників були страчені в Токійській в'язниці через повішення.

## Жертви

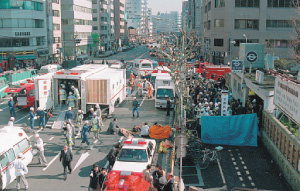
Екстрені служби поруч з однією станцією метрополітену

Жертвами теракту стало понад 5500 пасажирів та працівників метрополітену, поліцейських, рятувальників, медиків. Теракт забрав 12 життів.
Перший дзвінок на лінію швидкої медичної допомоги надійшов об 8:09 ранку з повідомленням про надзвичайну ситуацію на одній зі станцій метрополітену. Спершу повідомлялось про вибух. Протягом наступної години подібні дзвінки надійшли з іще 14 станцій метрополітену. Працівникам екстрених служб та рятувальників знадобився певний час, аби зрозуміти, що у всіх цих викликів єдина причина.
Через майже дві години після теракту фахівці пожежної служби міста під час польових лабораторних досліджень через брак відповідного шаблону в базі даних невірно визначили отруйну речовину як ацетонітрил. Вірно ідентифікувати отруйну речовину як зарин вдалось поліцейській лабораторії в результаті аналізу на хроматографі та співставлення з базою даних американського НІСТ, про що було повідомлено громадськість через три години після теракту — близько 11:00. Лікарням ці результати сталі відомі через повідомлення у засобах масової інформації.
Однак, лікарі, що мали досвід надання медичної допомоги жертвам теракту в Мацумото змогли за симптомами (зокрема, увагу привернули пацієнти з зупинкою серця й сильно звуженими зіницями) вірно поставити діагноз й телефоном і факсом повідомити колег ще до офіційних результатів лабораторних досліджень.
Дегазація речей та одягу постраждалих на місці атаки не проводилась. Це стало причиною численних випадків вторинного отруєння працівників екстрених служб, екіпажів карет швидкої допомоги та лікарів лікарнях. Лише коли стало зрозуміло, що йдеться про застосування хімічної зброї одяг постраждалих у приймальних відділеннях стали знімати та складати в поліетиленові пакети. Із 1364 лікарів екстреної допомоги, 135 (майже 10 %) мали симптоми отруєння та отримали лікарську допомогу.
Каретами швидкої медичної допомоги до лікарень було доправлено 688 постраждалих, решта понад 4 тисячі постраждалих дістались лікарень в таксі, попутними машинами, та пішки.
Медичні дослідження показали, що отруєння зарином має як гострий прояв, так і несе хронічні наслідки. Аналізи крові, взяті протягом кількох годин після теракту показали нижчі за норму рівні холінестерази у майже половини жертв отруєння. Майже всі постраждалі мали типові для такого роду отруєнь симптоми: міоз, головні болі, розмитий зір, болі в очах, потемніння. Гострі симптоми отруєння також включали утруднене дихання, слабкість м'язів, тощо.
Попри відновлення рівнів холінестерази протягом наступних кількох місяців, навіть через 7 років у жертв отруєння зарином спостерігалось погіршення психомотрних функцій та пам'яті. Проведені в 2000—2001 роках дослідження групи з 38 жертв отруєння (всі мали сильне отруєння, їм була надана невідкладна допомога в лікарні) на МРТ виявили морфологічні зміни в головному мозку, зокрема, зменшення об'ємів білої речовини в окремих ділянках.

### «Підземка»
Невдоволений тим, що вся увага японських ЗМІ зосереджена на висвітленні виконавців та організаторів теракту, японський письменник Харукі Муракамі вирішив видати книгу з інтерв'ю, взятими у свідків та жертв теракту. Спершу інтерв'ю вийшли у друк окремо, та у 1997 року були видані як книжка Underground: The Tokyo Gas Attack and the Japanese Psyche (яп. アンダーグラウンド, Andāguraundo, 1997–1998).
Оригінальне японське видання містило лише інтерв'ю зі 60 свідками та жертвами теракту, інтерв'ю з 8 сектантами спочатку були надруковані в журналі Bungei Shunjū а потім видані в другому томі «Обіцяне місце», який був доповненням до книги з інтерв'ю з жертвами.
У видання англійською мовою 2000 року увійшли як інтерв'ю з жертвами теракту, так і з сектантами.